# باول مادي
باول مادي (بالإنجليزية: Paul Maddy)‏ هو لاعب كرة قدم بريطاني في مركز الوسط، ولد في 17 أغسطس 1962 في Cwmcarn ‏ في المملكة المتحدة. شارك مع منتخب ويلز تحت 21 سنة لكرة القدم. أما مع النوادي، فقد لعب مع ستوك سيتي وسوانزي سيتي وكارديف سيتي ونادي برينتفورد ونادي تشستر سيتي ونادي هيرفورد وهامرون سبارتانز.